# Guyana Defence Force (leger)
De Guyana Defence Force (GDF) is het leger van het Zuid-Amerikaanse land Guyana. De GDF werd gevormd in 1965.

## Geschiedenis
De GDF werd op 1 november 1965 opgericht en de eerste troepen werden getraind door een instructieteam vanuit Groot-Brittannië. De eerste troepen waren afkomstig van de British Guiana Volunteer Force (BGVF), de Special Service Unit (SSU), de British Guiana Police Force (BGPF) en vrijwilligers uit de bevolking. De GDF is geïntegreerd in de samenleving, doordat er vaak wordt deelgenomen aan gemeenschappelijke taken, zoals schoonmaakprojecten. Ook is het leger nauw betrokken bij de binnenlandse (economische) ontwikkeling en noodsituaties. Hierbij wordt gebruik gemaakt van de apparatuur en middelen die de GDF in haar bezit heeft.
De GDF heeft geen dienstplicht en aanmelden is vrijwillig voor officieren en soldaten. Ook vrouwen worden toegelaten. De meeste training vindt plaats bij de 'GDF Training Schools', waar ook veel militairen uit het Caribische deel van het Gemenebest van Naties worden getraind. Veel militairen hebben waardevolle ervaringen opgedaan in het leger, welke ze inzetten in gekoppelde militaire organisaties, zoals de Guyana People's Militia (hedendaags het Tweede Infanteriebataljon Reservegroep) en de Guyana National Service (in 2000 ontbonden).

## Rol en motto
De GDF heeft meerdere taken:
- Het beschermen van de territoriale integriteit van Guyana.
- Het assisteren in het behouden van recht en handhaving als dat nodig is.
- Bijdragen aan de economische ontwikkeling van Guyana.

Het leger probeert zo zelfvoorzienend mogelijk te zijn, en op die manier bij te dragen aan de economische ontwikkeling. Zo bestaat er het Landbouwkorps die een deel  van het benodigde eten verbouwd en het Ordnance korps dat de uniformen naait. De luchtmacht is regelmatig betrokken bij medische noodsituaties en zorgt dan eventueel voor vervoer vanuit het achterland. Het Geniekorps wordt onder andere ingezet om wegen en vliegvelden aan te leggen in het achterland.
Het motto van de Guyana Defence Force luidt: "SERVICE".

## Onderdelen

De vlag van het Hoofdkwartier.

- Hoofdkwartier (Defence Headquarters)
- Kustwacht (Coast Guard)
- Luchtmacht (Air Corps)
- Medisch Korps (Medical Corps) Dit korps levert medische en tandheelkundige zorg aan militairen en hun families.
- Band korps (Band Corps) Dit korps heeft als taak om muziek te maken tijdens parades of als entertainment van militairen.
- Landbouw Korps (Agri Corps) Het landbouw korps probeert zoveel mogelijk benodigd eten zelf te produceren.
- Communicatie Afdeling (Signal Dep.) Deze afdeling zorgt voor de communicatie en onderhoud van de benodigde apparatuur.
- 5 Service ondersteuningsbataljon (5 Service Support Battalion) Zorgt voor de logistieke zaken in het leger.
- 1e Infanteriebataljon (1st Infantry Battalion) De hoofdgevechtsgroep, met grensverdediging als hoofdtaak.
- 2e Infanteriebataljon Reserve (2nd Infantry Battalion Reserve) Reserve eenheid die bij nood het 1e infanteriebataljon aanvult.
- Financiële Afdeling (Financial Departement) Zorgt voor de financiën van het gehele leger.
- Trainingseenheid (Training Corps)  Verantwoordelijk voor de training van (nieuwe) troepen.
- 21 Artillerie compagnie (21 Artillery Company) Gevechtseenheid, uitgerust met mortieren en kanonnen.
- Juridische advieseenheid (Legal Services Departement) Deze afdeling verzorgt juridische ondersteuning voor alle aspecten van het leger.
- Credit Union Een afdeling die financiële leningen verstrekt aan legerpersoneel zonder winstoogmerk.
- G2 (G2 Branch) Binnenlandse veiligheidsdiensten.
- Informatie en Technologie afdeling (Information Technology Departement) Is verantwoordelijk voor software en andere technologische middelen die bij het leger in gebruik zijn.
- Geniebataljon (Engineer Batallion) Verbeterd tactische mobiliteit en verzorgd infrastructuur, ook voor civiele doeleinden.[3]

De vlag van de GDF.
De kleuren van de GDF.
De presidentiële (staats) kleuren.
Het embleem op de vlaggen.

## Operaties

### New River Operation
De 'New River Operatie' werd gelanceerd in augustus 1969 om alle indringers uit het gebied van de New River te verjagen en om de Tigri landingsbaan te heroveren. De officiële codenaam was 'Operarion Climax" en werd uitgevoerd met veel precisie. Bij het aanbreken van de morgen viel het leger aan en de indringers waren overrompeld. Beide doelen werden behaald, zonder dat er maar één dode viel. 

### GDF Operation
In januari 1969 wilde de bevolking uit het Rupununi gebied zich onafhankelijk verklaren. Ze overvielen het Lethem politiestation, waarbij vijf agenten en één Amerindian om het leven kwamen. Laatstgenoemde was een lid van de raad van bestuur van de Guyaanse landbouwschool. Militairen werden direct naar het gebied gevlogen, maar de landingsbaan was geblokkeerd en ze konden daarom pas 16 kilometer verderop landen. Na enige tijd werd de confrontatie aangegaan en achtereenvolgend werden Karasabi, Lethem, Annai en Good Hope heroverd. Vier militairen liepen zware verwondingen op, maar er vielen geen militaire doden. De opstandelingen vluchtten naar Brazilië.

## Materieel

### Pantservoertuigen[5]
| Naam          | Type                      | Aantal | Herkomst            |
| ------------- | ------------------------- | ------ | ------------------- |
| EE-9 Cascavel | Pantserwagen              | 6      | Brazilië            |
| EE-11 Urutu   | Pantserinfanterievoertuig | 12     | Brazilië            |
| Shorland S52  | Pantserwagen              | 4      | Verenigd Koninkrijk |
| Ford F-350    | Pick-up Truck             | 10     | Verenigde Staten    |

### Zware wapens[5]
| Naam              | Type                | Aantal | Herkomst            |
| ----------------- | ------------------- | ------ | ------------------- |
| 122 mm D-30       | Getrokken houwitser | 12     | Sovjet-Unie         |
| 130 mm M-46       | Getrokken houwitser | 6      | Sovjet-Unie         |
| 81 mm L16         | Mortier             | 12     | Verenigd Koninkrijk |
| 82 mm M-43        | Mortier             | 18     | Sovjet-Unie         |
| 120 mm M1938      | Mortier             | 18     | Sovjet-Unie         |
| 82 mm Type 65     | Teruslagloos kanon  | 6      | China               |
| Type 63           | Raketlanceerder     | 6      | China               |
| ZPU 4x 14.5 mm    | Luchtafweergeschut  | 6      | Sovjet-Unie         |
| SA-7 Grail MANPAD | Raketten            | 18     | Sovjet-Unie         |

### Infanteriewapens
| Naam              | Type                           | Herkomst         |
| ----------------- | ------------------------------ | ---------------- |
| AK-47             | Aanvalsgeweer                  | Sovjet-Unie      |
| AKM               | Aanvalsgeweer                  | Sovjet-Unie      |
| FN MAG            | Licht machinegeweer            | België           |
| Heckler & Koch G3 | Gevechtsgeweer                 | Duitsland        |
| M16A2             | Aanvalsgeweer                  | Verenigde Staten |
| RPG-7             | Granaatwerper                  | Sovjet-Unie      |
| Type 56           | Aanvalsgeweer                  | China            |
| Type 63           | Aanvalsgeweer                  | China            |
| Walther PPK       | Semiautomatisch vuistvuurwapen | Duitsland        |

## Coast Guard

Het embleem van de Guyaanse kustwacht.

De Coast Guard (kustwacht) werd in februari 1990 opgericht, maar de maritieme eenheid bestond al vanaf 9 januari 1967. 

### Vaartuigen[6]
| Naam              | Type/details             | Aantal | Herkomst            |
| ----------------- | ------------------------ | ------ | ------------------- |
| GDFS Essequibo    | Mine sweeper-River class | 1      | Verenigd Koninkrijk |
| River patrol boat | 890 ton, 1985            | 1      |                     |
| T-44              | patrouille vaartuig      | 8      |                     |
| Kimbala class LCU | Landingsvaartuig         | 1      | Nederland           |

## Air Corps

Het embleem van de Guyaanse luchtmacht.

Het luchtmachtonderdeel van Guyana heeft als taak om tactisch te observeren, te zorgen voor mobiliteit, te evacueren in noodgevallen en ter ondersteuning van de grondtroepen.

### Vliegtuigen en helikopters[7]
| Naam               | Type                     | Aantal | In gebruik sinds | Herkomst            |
| ------------------ | ------------------------ | ------ | ---------------- | ------------------- |
| Skyvan 8R-GRR      | Licht transportvliegtuig | 1      | 1979             | Verenigd Koninkrijk |
| Skyvan 8R-GGK      | Licht transportvliegtuig | 1      | 1984             | Verenigd Koninkrijk |
| Harbin Y-12 8R-GDS | Licht transportvliegtuig | 1      | 2002             | China               |
| Cesnna 206         | Licht vliegtuig          | 1      | 1976             | Verenigde Staten    |
| Bell 412 8R GFP    | Helikopter               | 1      | 1985             | Verenigde Staten    |
| Bell 206           | Lichte helikopter        | 2      | 1976             | Verenigde Staten    |